# 팔머리정맥
왼쪽 및 오른쪽 팔머리정맥(완두정맥, brachiocephalic vein), 또는 무명정맥(innominate vein)은 각각 해당 방향의 속목정맥과 빗장밑정맥이 합쳐져 형성되는 가슴 위쪽의 주요 정맥이다. 복장빗장관절 높이에 위치하고 있다. 왼쪽 팔머리정맥은 거의 항상 오른쪽 팔머리정맥보다 길다.
양쪽 팔머리정맥은 첫 번째 갈비연골과 복장뼈의 접합부 뒤쪽에서 합쳐져 대혈관인 위대정맥을 형성한다.
팔머리정맥은 혈액을 위대정맥으로 되돌려 보내는 주요 정맥이다.

## 구조

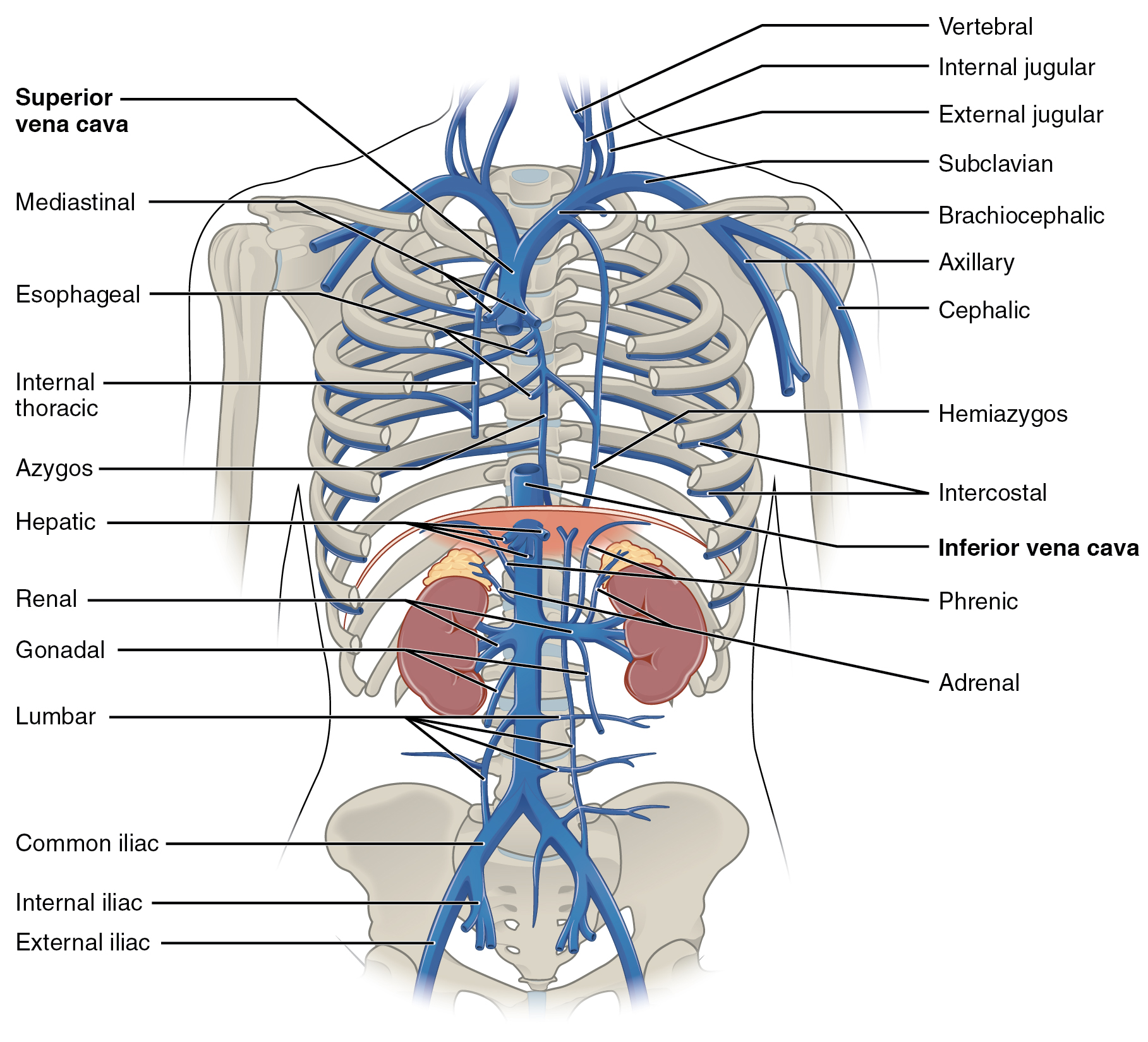
가슴과 배의 정맥

팔머리정맥은 빗장밑정맥과 속목정맥이 합류하여 형성된다. 또한 다음 정맥들로부터 혈액을 받는다.
- 왼쪽과 오른쪽 속가슴정맥: 팔머리정맥의 아래쪽 경계로 합류
- 왼쪽과 오른쪽 아래갑상정맥: 두 팔머리정맥이 합류하는 지점 근처에서 위쪽으로 합류
- 왼쪽과 오른쪽 척추정맥
- 왼쪽 위갈비사이정맥: 왼쪽 팔머리정맥으로 합류

## 발생 기원
왼쪽 팔머리정맥은 왼쪽 앞기본정맥의 꼬리 부분이 퇴화할 때 왼쪽과 오른쪽 앞기본정맥 사이에 형성된 문합으로부터 형성된다.

## 임상적 중요성
팔머리정맥과 기관 사이에 누공이 발생하면 기관에 빠른 속도로 피가 고일 수 있으며, 이런 상황은 수술 시에 상당한 위급 상황이다.

## 추가 이미지

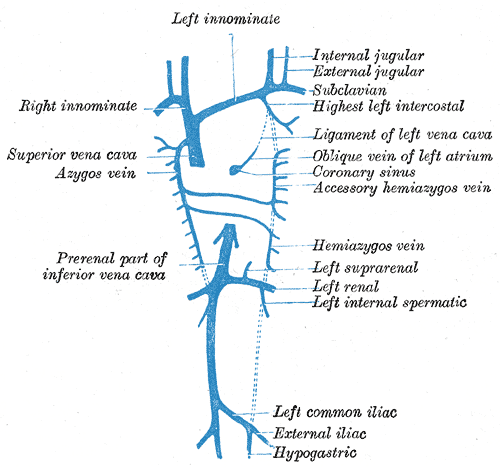
정맥의 모식도.
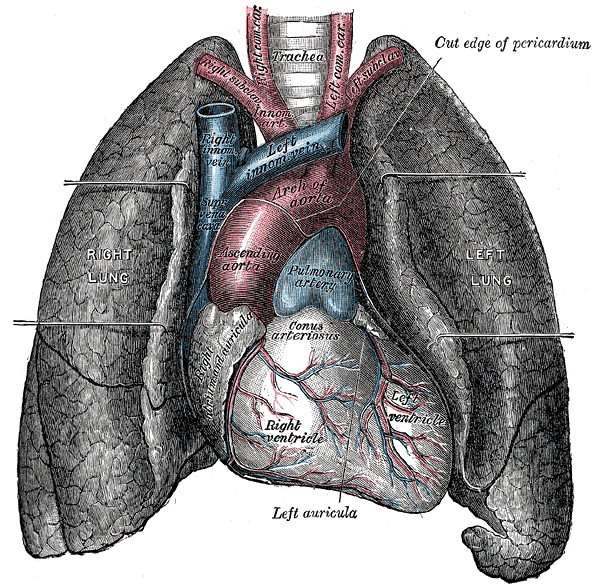
심장과 폐를 앞에서 본 그림.
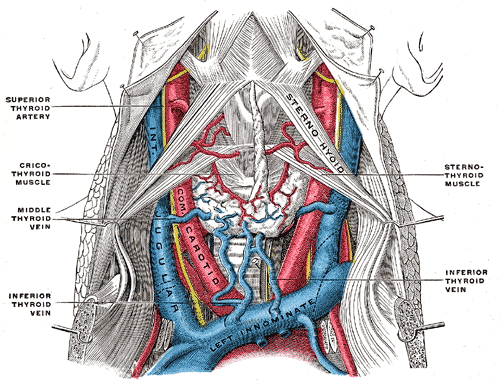
갑상샘 주변의 그림.
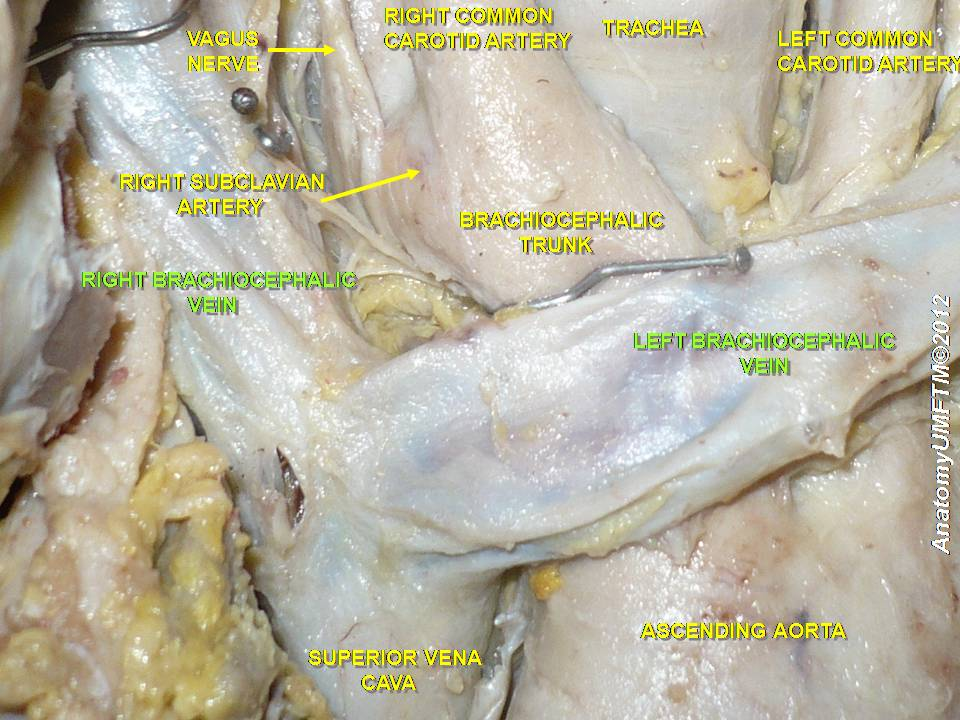
오른쪽 팔머리정맥.
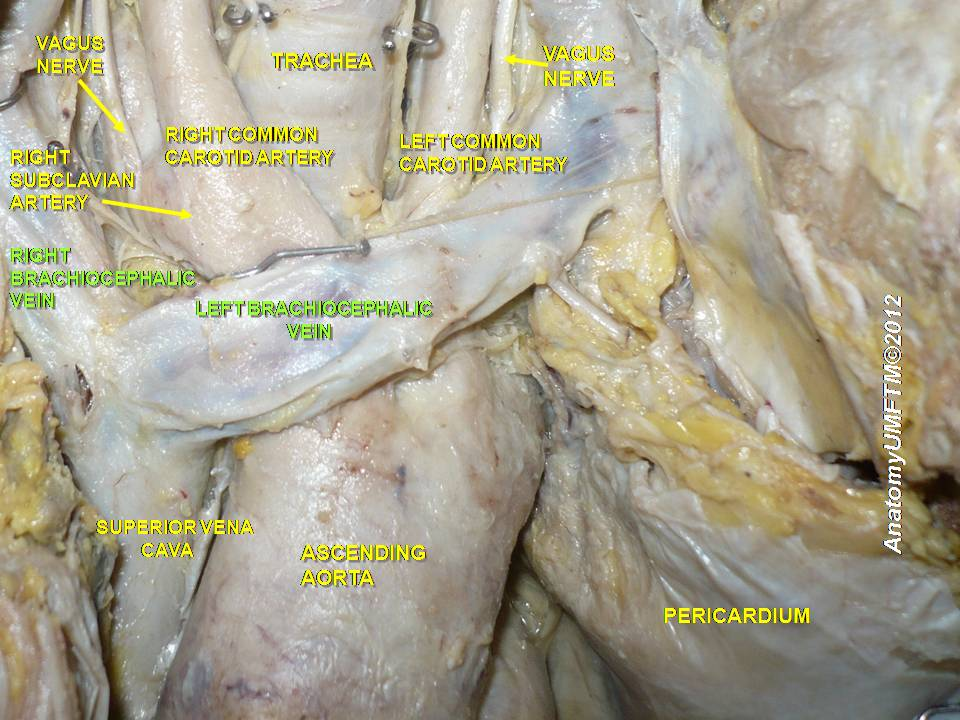
오른쪽과 왼쪽 팔머리정맥.
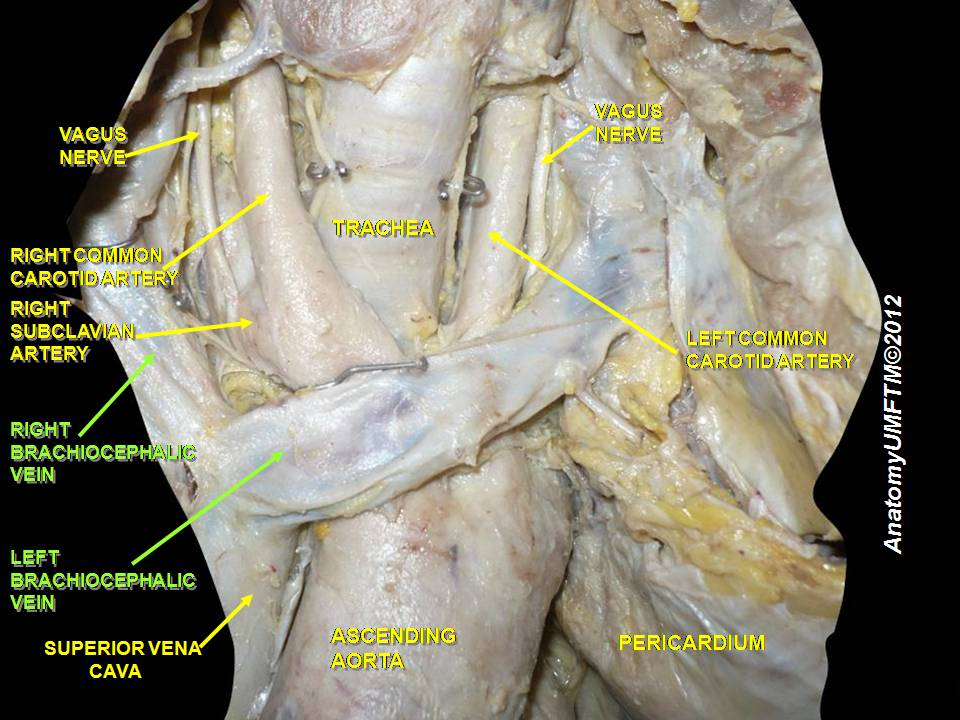
오른쪽과 왼쪽 팔머리정맥.
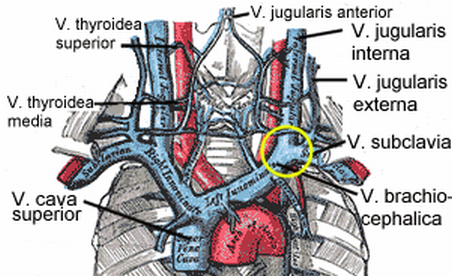
팔머리정맥, 위대정맥, 아래대정맥, 홀정맥과 그 지류.

## 같이 보기
- 볼기뼈
- 팔머리동맥
- Innominate

## 참고 문헌
1. 1 2  〈53 - Superior Vena Cava Syndrome〉, 《Abeloff's Clinical Oncology (Sixth Edition)》 (영어), Elsevier, 775-785쪽
2. 1 2  〈2 - Surgical Anatomy for the Implanting Physician〉, 《Surgical Implantation of Cardiac Rhythm Devices》 (영어), Elsevier, 13-58쪽
3. ↑  〈CHAPTER 2 - Venous Embryology and Anatomy〉, 《The Vein Book》 (영어), Academic Press, 15-25쪽
4. ↑  〈Chapter 61 - Vascular Trauma〉, 《Vascular Medicine: A Companion to Braunwald's Heart Disease (Second Edition)》 (영어), W.B. Saunders, 739-754쪽
5. ↑  Rizvi, Shuja; Wehrle, Chase; Law, Mark (2021년 7월 27일). “Anatomy, Thorax, Mediastinum Superior and Great Vessels”. 《StatPearls》 (영어).